# Eksperyment Eötvösa

Schemat doświadczenia z wagą skręceń.

Eksperyment Eötvösa – sprawdzian związku między dwoma rodzajami masy: bezwładnej i grawitacyjnej, dowodzący słabej zasady równoważności. Został przeprowadzony przez Loránda Eötvösa w 1909.
Posłużył jako test postulowanej przez Alberta Einsteina równoważności obu mas. Równość pomiędzy masą grawitacyjną i bezwładnościową, niezależnie od struktury i gęstości ciała, stanowi podstawę ogólnej teorii względności Einsteina. Wykonanie doświadczenia zostało nagrodzone w 1909 roku nagrodą Beneckego przez uniwersytet w Getyndze. Praca została opublikowana formalnie w 1922 roku już po śmierci autora. Waga skrętna użyta w eksperymencie miała wykrywać różnice przyspieszeń różnych materiałów: mosiądzu, szkła, korka, drewna wężownika, miedzi, wody i platyny.
Eksperyment Eötvösa został powtórzony przez innych badaczy:
- Jánosa Rennera, przy użyciu oryginalnej wagi skrętnej używanej przez Eötvösa[potrzebny przypis];
- Roberta H. Dicke’a z zespołem. Eksperyment Dicke’a potwierdził równoważność masy grawitacyjnej i bezwładnościowej z dokładnością 1 do 100 miliardów[potrzebny przypis].